# 奥托·佩雷斯·莫利纳
奥托·佩雷斯·莫利纳（西班牙語：Otto Fernando Pérez Molina，1950年12月1日—），是危地马拉政治人物和退役军官。前任危地马拉总统。

## 結束內戰
1990年代，佩雷斯担任军事情报局局长，在总统拉米罗·德莱昂·卡皮奥领导下，作为首席军事代表签署危地马拉和平协定，结束了长达30年的内战。

## 總統
2007年他曾经参加总统大选，但是败于左派候選人阿尔瓦罗·科洛姆，后来在2011年11月举行的总统大选中，由於左派意圖修憲及用人唯親，他領導的右派取得勝利，以54.48%的得票率当选为危地马拉总统，他的对手曼努埃尔 巴尔迪松以45.52%的选票落选。2012年1月14日，佩雷斯在国会宣誓就职。
2015年9月3日，因為身陷貪污醜聞，在危地马拉國會決議剝奪他的總統豁免權之後宣布辭職下台，而危地马拉法院同時也發出對他的逮捕令。2023年9月7日，瓜地馬拉的一家法院判处其有期徒刑8年。

## 荣誉

### 外国勋章奖章
- 采玉大勋章（中华民国，2013年6月18日于台北总统府颁发[7]）